# Torre de TV de Brasília
A Torre de TV de Brasília é uma torre de transmissão radiofônica e televisiva construída em Brasília e inaugurada em 1967 com 224 metros de altura. Fica no Eixo Monumental, no Jardim Burle Marx, e além da própria torre, que tem um mirante e um museu, o Museu das Gemas, seu entorno imediato tem diversas atrações, como a Feira da Torre e a Fonte da Torre de TV, o que torna o local um dos mais visitados pelos turistas, recebendo de dez a doze mil pessoas por semana.
Projetada por Lúcio Costa inspirado pela Torre Eiffel de Paris, a Torre de TV é um dos poucos edifícios importantes de Brasília que não são uma criação de Oscar Niemeyer. É a estrutura mais alta do Distrito Federal e já foi a estrutura mais alta do Brasil do ano da sua inauguração, 1967, até 1986, sendo atualmente a quinta mais alta - é menor apenas que o Observatório de Torre Alta da Amazônia, as duas torres da linha de transmissão de energia Tucuruí-Manaus-Macapá, sobre o Rio Amazonas, e a Torre da Rádio Gaúcha, em Guaíba.

## Arquitetura
A base do prédio é formada por um volume de concreto aparente de formato triangular, com vinte e cinco metros de altura e fechado com vidro. O volume é sustentado por três pilares que formam um V e entram no volume. A parte interna desses pilares servem de ligação e base para a torre metálica, que parte do volume onde fica o Museu das Gemas.
A parte metálica tem altura de cento e noventa e dois metros. Ela é compostas de três trechos, o primeiro e mais longo com cento e vinte e dois metros, o segundo com altura de quarenta e cinco metros e o último com vinte e quatro metros. 
Somados, os pilares, o volume e a torre metálica tem 224 metros. É possível subir a torre por um elevador e por uma escada até o mirante, e a partir dali, apenas por uma escada para manutenções da torre de transmissão.

## Estruturas

### Mirante

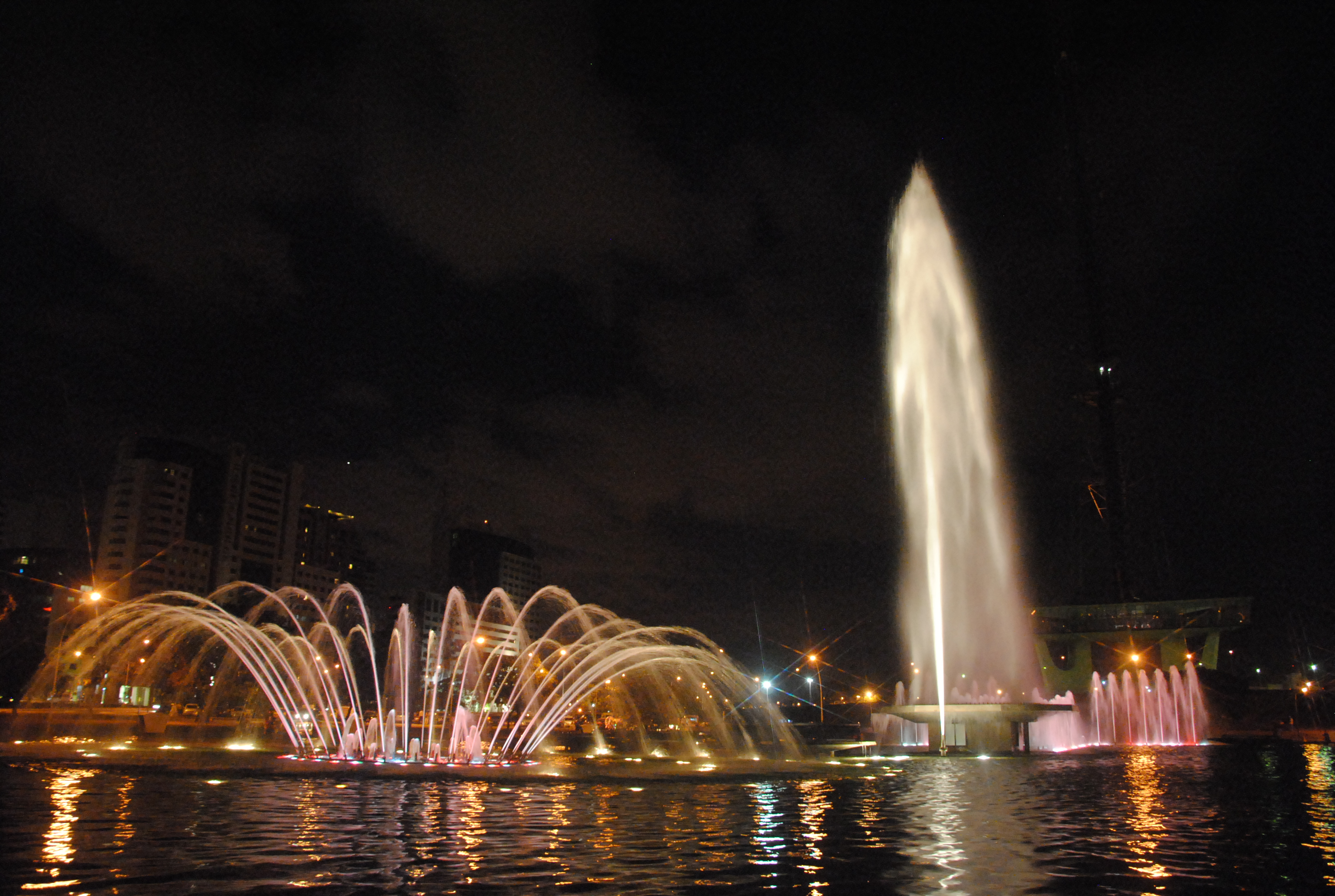
A Fonte Luminosa da Torre, é uma das maiores da América Latina.

Aproveitando-se de sua localização privilegiada para observação, no centro da capital, construiu-se na torre um mirante a 75 metros de altura e com capacidade para 150 pessoas. A atração funciona de terça a domingo, das 9h às 19h. O mirante foi inaugurado em 1965, dois anos antes da da inauguração da torre. É acessível por um elevador, e tem também uma escada para serviço e emergências.
De lá, é possível ver boa parte do Plano Piloto, incluindo a Esplanada dos Ministérios, os Setores Hoteleiros Norte e Sul, o Estádio Nacional de Brasília Mané Garrincha e o Autódromo Internacional Nelson Piquet, além do Lago Paranoá e outras regiões administrativas.

### Feira da Torre

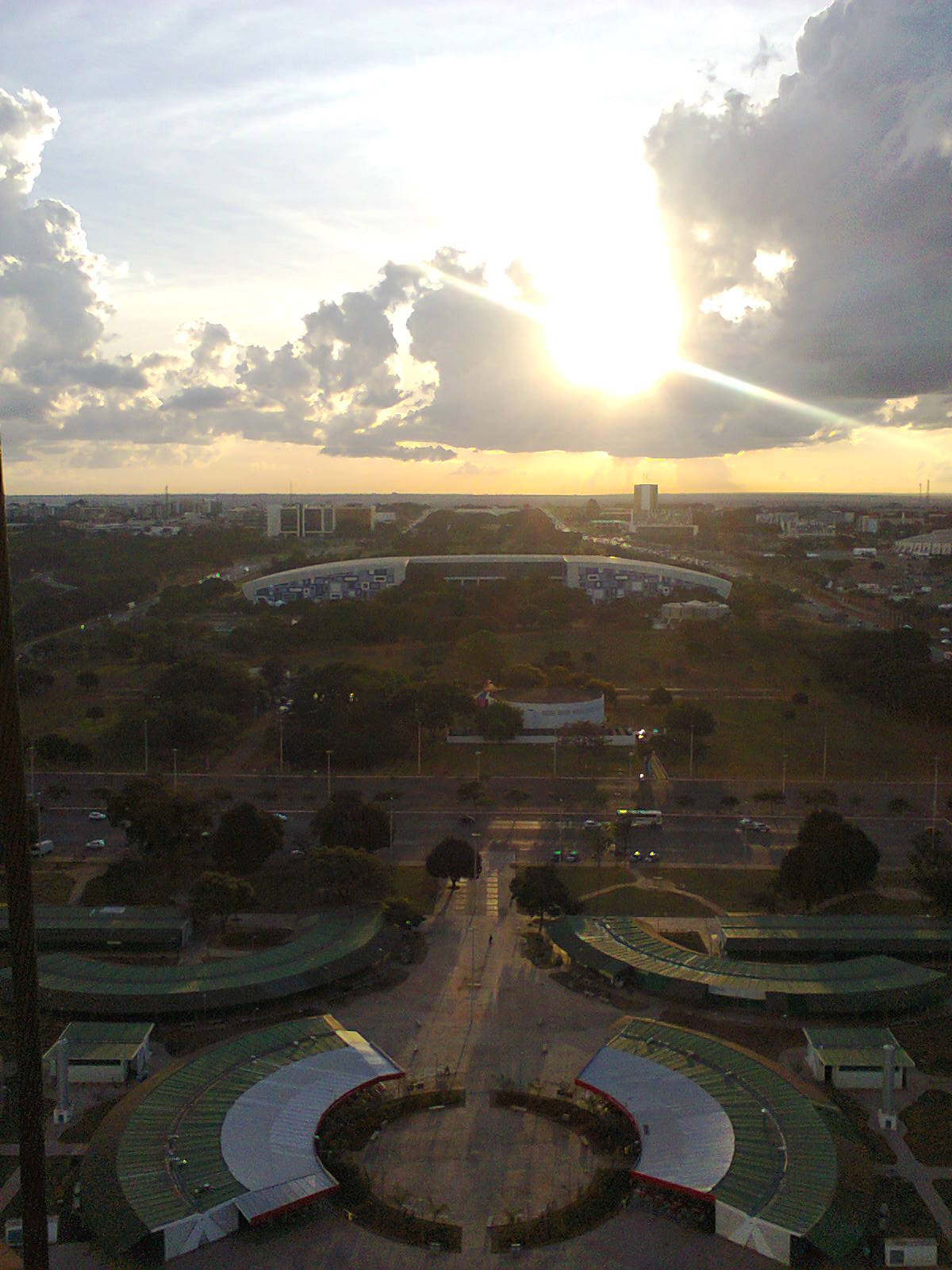
Feira da Torre

Um dos maiores símbolos da capital, a Feira da Torre começou durante a década de 70, quando começaram a se colocar as primeiras barracas embaixo da torre. Em 2010 começou-se a construção de uma estrutura fixa para torre em uma área mais embaixo da torre, que ficaria pronta para o aniversário de 50 anos de Brasília, porém a obra ficou pronta apenas no ano seguinte. Em 2014, o complexo passou por uma nova obra, dessa vez houve a construção de obras de acessibilidade, como elevadores, escadas e escadas rolantes entre a feira e a torre.

### Museu das Gemas
O Museu das Gemas é uma exposição permanente de pedras preciosas. Ele se localiza no primeiro andar da torre, no volume triangular sobre os pilares.

### Escultura Era Espacial

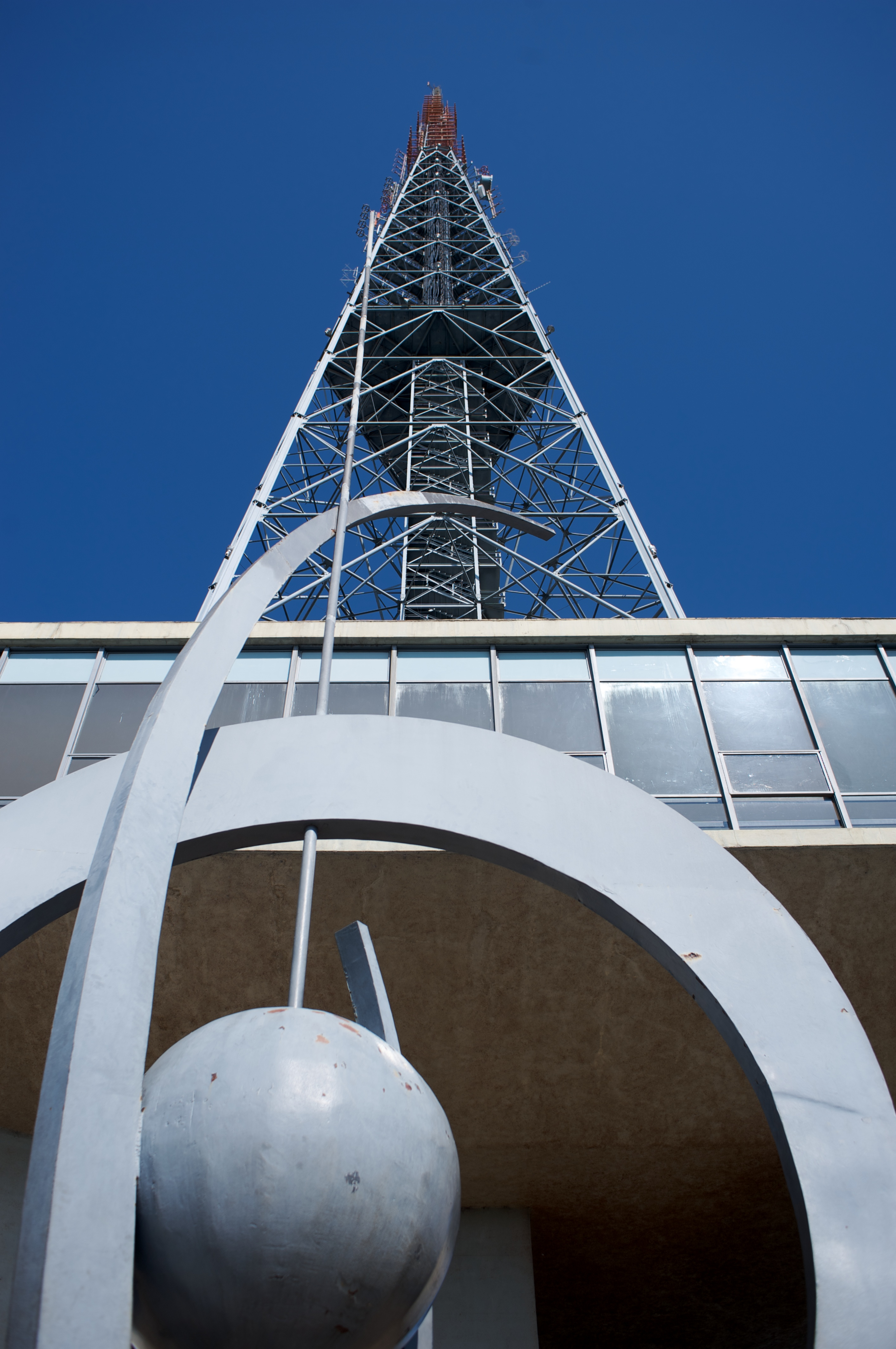
Escultura "Era Espacial"

À sua frente encontra-se a "Era Espacial" (nome original "Force noire ou l’odyssée des espasmes" - Força Negra ou A Odisseia dos Espasmos), uma escultura de bronze com 15 metros de altura do artista plástico Alexandre Wakhevitch, também conhecida popularmente como Berimbau.

### Fonte Luminosa da Torre de TV

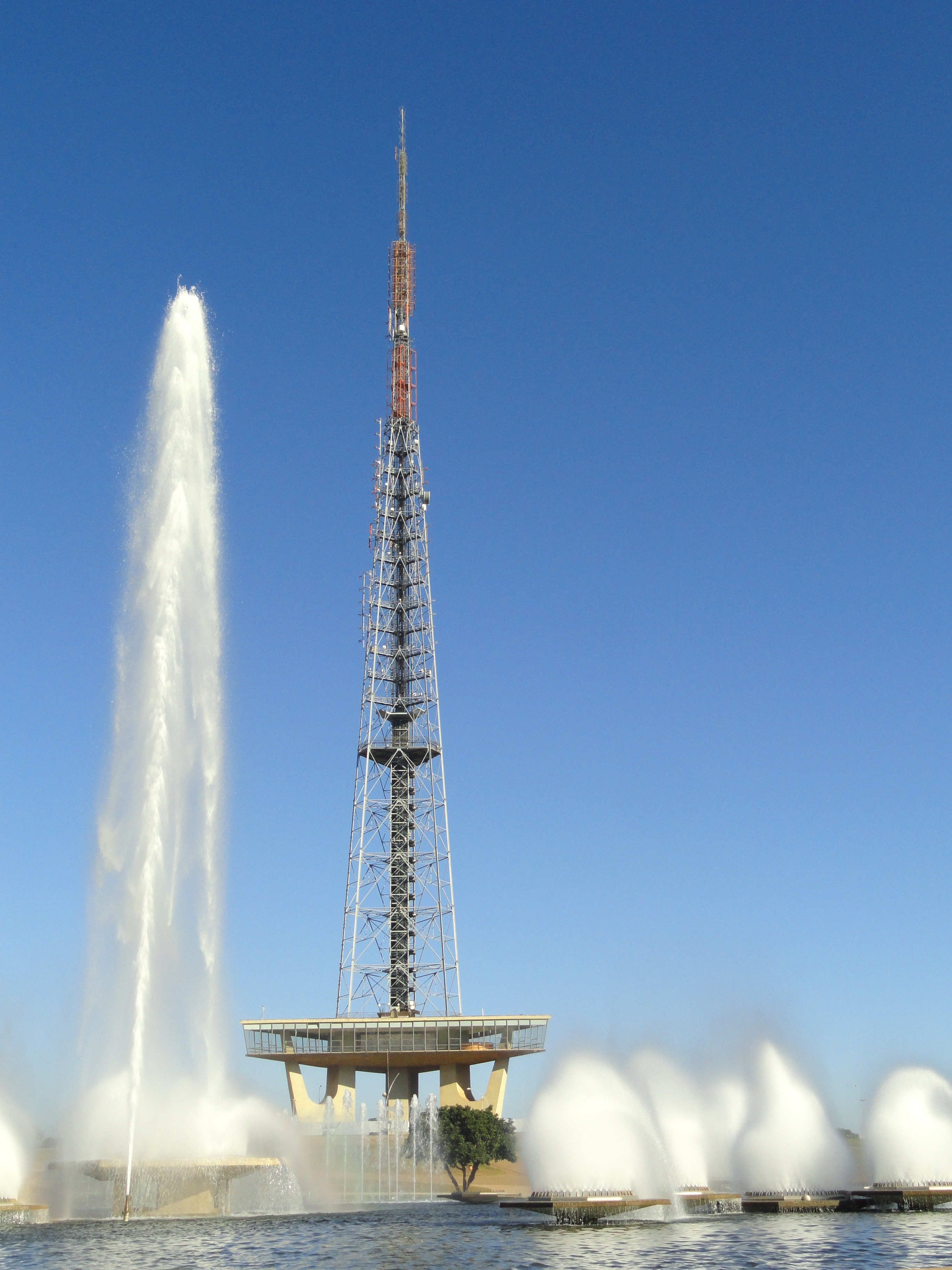
Fonte da Torre de TV

Ela foi entregue em 2010 como forma de comemoração ao aniversário de cinquenta anos da cidade de Brasília, com orçamento estimado em nove milhões de reais. Ela possui 80 metros de diâmetro e dois mil bicos injetores de água, alcançando até 50 metros de altura com seu jato principal. Durante o final de semana, são realizados espetáculos de quarenta minutos de duração, onde as águas se tornam coloridas e o movimento acompanha o ritmo de músicas.
A Fonte da Torre de TV é considerada uma das dez maiores do mundo.

### Projeto paisagístico de Burle Marx
Criado por Burle Marx, O Jardim Burle Marx é um projeto que está em construção. Quando pronto, incluirá uma grande variedade de plantas e árvores típicas do cerrado, entre elas espécies de piqui, voquisia, guanandi, embiruçu, pau-rosa, pau-terra, paineira rosa, ipê amarelo, angico-preto, quaresmeira-roxa, ipê roxo, pau-d'óleo, jequitibá vermelho, sucupira branca, cedro, mulungu e ingá-mirim.
O projeto será executado pela Novacap, e incluirá também calçadas, ciclovias, além de espelhos d'água, caixas de peixe, áreas de estar com bancos de madeira, além de ilhas e canteiros ornamentais.